# Schlacht bei Tachiao
Japanische Eroberung 1941/42

Bilin – Sittang – Pegu (Taukkyan) – Rangun – Yunnan-Burma-Straße (u.a. Tachiao – Oktwin – Toungoo – Yenangyaung – Lashio I)
1942/43

Burma-Kampagne 1942–1943

Arakan I – The Hump – Chindits
1944

Schlacht um Nordburma und West-Yunnan 1943–1945

Burma-Kampagne 1944

Arakan II – Ha-gō – Lashio II – Sangshak – Myitkyina – U-gō (Imphal – Kohima – Tennisplatz) – Mogaung – Song shan/Huitong-Brücke – Dan-gō
1944/45

Burma-Kampagne 1944–1945

Bhamo – Arakan III (Kangaw und Höhe 170 – Ramree) – Meiktila/Mandalay – Pakokku – Lashio III – Tanlwe Chaung – Operation Dracula – Sittang
Die Schlacht bei Tachiao fand zwischen dem 18. und 19. März 1942 während des Pazifikkriegs im Zweiten Weltkrieg in Zentralburma statt. Die Schlacht zwischen japanischen und nationalchinesischen Streitkräften war die erste von drei Auseinandersetzungen, die im Allgemeinen zur Schlacht von Yunnan und der Burmastraße gerechnet werden. 

## Vorgeschichte
Nach der Eroberung von Rangun durch die japanischen Truppen im März 1942 gruppierten sich die Alliierten in Zentralburma neu um. Das jetzt neu gebildete 1. Burma-Korps versuchte das Tal des Irrawaddy zu verteidigen, während das chinesische Expeditionskorps das Tal des Sittang im Osten verteidigte. Den Japanern war es nach der Einnahme von Singapur und der Eroberung von Niederländisch-Ostindien jetzt möglich die durch diese Erfolge freigesetzten Divisionen und erbeuteten Lastwagen einzusetzen, um ihre Armee in Burma zu verstärken und Angriffe auf Zentralburma zu starten.

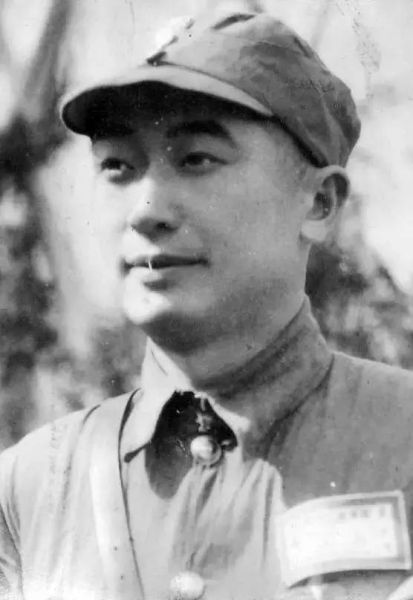
Generalmajor Dai Anlan

Generalmajor Dai Anlan traf am 8. März 1942 mit einer Vorhut seiner nationalchinesischen 200. Division in Toungoo, 220 Kilometer nördlich von Rangun, ein. Dort rückten sie in die Verteidigungsstellungen der britischen Streitkräfte ein und entsetzten diese. Toungoo galt als wichtigste Verteidigungsposition der Chinesen; zudem unterhielten sie etwas weiter südlich bei Oktwin einen Außenposten.
Ein motorisiertes Kavallerieregiment der Division sowie ein weiteres Regiment wurde von Generalmajor Dai Anlan an die Ufer des Flusses Kan beordert. Ihr Ziel lag 56 Kilometer südlich von Toungoo und 19 Kilometer südlich von Pyu. Dort besetzten sie eine Flussbrücke bei Nyaung-chi-dauk.

## Die Schlacht
Die Schlacht begann am 18. März 1942, als etwa 200 japanische Aufklärungstruppen des 143. Regiments der 55. Division unter dem Befehl von Generalleutnant Takeuchi Hiroshi, die auf Motorrädern unterwegs waren, von den chinesischen Einheiten, die sich am Straßenrand versteckt hatten, überfallen wurden, während sie auf die wichtige Brücke über den Kan vorrückten. Die folgende Schlacht, bei der sich auch Panzerwagen der Chinesen beteiligten, dauerte etwa drei Stunden.
Die Japaner beklagten 30 Tote und verloren etwa 20 Gewehre, zwei leichte Maschinengewehre und 19 Motorräder und zogen sich zurück. Nach Einbruch der Nacht setzten die Japaner aber ihre Angriffe mit kleineren Einheiten fort und die chinesische Deckungstruppe fiel auf ihre Linie bei Oktwin zurück. Die Japaner rückten am nächsten Tag nach und nahmen Pyu am 19. März ein.